# VIII Всероссийский съезд Советов
VIII Всероссийский съезд Советов — съезд Советов рабочих, крестьянских, красноармейских и казачьих депутатов РСФСР, проходивший 22—29 декабря 1920 года в Москве.

## Описание

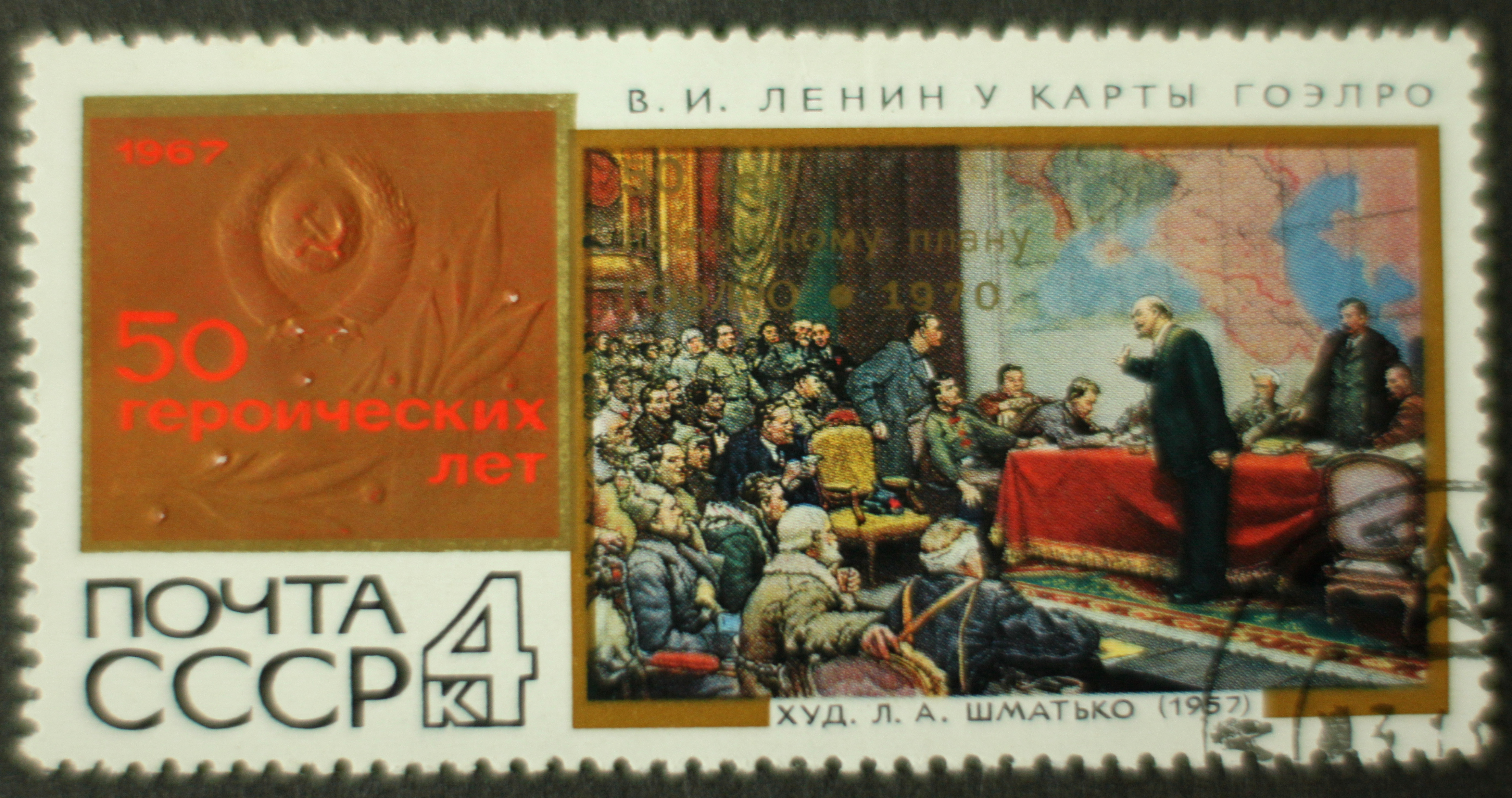
Почтовая марка СССР (серия «50 героических лет», 1967 год): картина Л. А. Шматько «Ленин у карты ГОЭЛРО», 1957 год

На съезде было заявлено об окончании Гражданской войны.
Одобрен народно-хозяйственный план Государственной электрификации России (ГОЭЛРО) по созданию единой энергетической сети РСФСР.
Был принят Земельный кодекс РСФСР.
Съезд постановил установить орден Трудового Красного Знамени РСФСР и его знак.
Съезд утвердил Положение о чрезвычайном высшем органе РСФСР — Совете труда и обороны (СТО).
Сообщено о создании ВХУТЕМАС.
На съезде выступал В. И. Ленин.

## Состав
Российская Коммунистическая Партия — 2284 делегата, беспартийные — 4 делегата, Бунд — 8 делегатов, РСДРП — 8 делегатов, ПЛСР(и) — 2 делегата, анархисты — 2 делегата, прочие — 88 делегатов.